# Boris Balinsky
Boris Ivan Balinsky (Kiev, 23 de septiembre de 1905-Johannesburgo, 1 de septiembre de 1997) fue un biólogo ucraniano y sudafricano, embriólogo, entomólogo y profesor tanto en la Universidad de Kiev como en la Universidad del Witwatersrand. Fue pionero en el campo de la embriología experimental, la microscopía electrónica y la biología del desarrollo. 

## Biografía
Boris Balinsky nació en Kiev (Ucrania) durante el Imperio ruso.
Fue autor de un libro de texto popular en embriología, "An Introduction to Embryology".
Balinsky fue alumno de Iván Shmalgauzen. Fue una de las primeras personas en inducir experimentalmente la organogénesis en embriones de anfibios. A la edad de 28 años, Balinsky era profesor universitario titular y subdirector del Instituto de Biología de Kiev. Se convirtió en un reconocido experto en el desarrollo de peces y anfibios. Durante la Segunda Guerra Mundial, su primera esposa, Catherine Singaiivska, una investigadora de laboratorio, fue encarcelada por los soviéticos. Murió poco después de ser liberada. Después de la Guerra, escapó de la represión soviética huyendo primero a Poznan, Polonia, y más tarde a Múnich, Alemania. Balinsky trabajó brevemente en embriología de ratones en el laboratorio de Conrad Hal Waddington en Escocia. Finalmente, fue a Sudáfrica para convertirse en uno de los fundadores de la biociencia experimental sudafricana.
Balinsky también trabajó en entomología y describió nuevas especies de plecoptera, odonata y polillas de la familia pyralidae, principalmente del Cáucaso y África Austral. Ha descrito múltiples insectos, incluyendo emporia melanobasis (1991), pseudagrion vumbaense (1963) y el género Bahiria (1994).
Su hijo, John Balinsky, era zoólogo. John falleció antes que él.